# Tanongsak Promdard
Tanongsak Promdard (thailändisch ทนงศักดิ์ พรมดาด, * 30. März 1985 in Nakhon Sawan), auch als A (thailändisch เอ) bekannt, ist ein ehemaliger thailändischer Fußballspieler.

## Karriere

### Verein
Tanongsak Promdard begann seine Karriere beim Zweitligisten Raj-Vithi FC in der thailändischen Hauptstadt Bangkok. 2009 wechselte er zum Erstligisten TTM Pichit. Nach einem Jahr in der ersten Liga wechselte er 2010 zum Drittligisten Chainat FC. Im ersten Jahr wurde er mit dem Club aus Chainat Vizemeister der Regional League Division 2 – North und stieg in die zweite Liga auf. Im darauffolgenden Jahr wurde er mit dem Klub Vizemeister der Thai Premier League Division 1 und stieg somit in die erste Liga, der Thai Premier League, auf. 2014 unterschrieb er einen Vertrag beim Zweitligisten Saraburi FC in Saraburi. Im ersten Jahr feierte er mit dem Klub die Vizemeisterschaft und den Aufstieg in die erste Liga. Ende 2015 wurde der Verein Saraburi FC aufgelöst. Lampang FC, ein Zweitligist aus Lampang, nahm ihn für ein Jahr unter Vertrag. 2017 unterzeichnete er einen Vertrag bei dem ebenfalls in der zweiten Liga spielenden Air Force Central in Bangkok. Auch mit Air Force wurde er Vizemeister und stieg wieder in die erste Liga auf. Nach dem Aufstieg verließ er die Air Force und schloss sich dem Erstligisten Pattaya United aus Pattaya an. Hier kam er in der ersten Mannschaft, die in der Thai League spielte, nicht zum Einsatz. Er wurde mehrere Male in der U23-Mannschaft eingesetzt. Die U23 spielte in der vierten Liga, der Thai League 4. Mitte des Jahres wechselte er zum Zweitligisten Angthong FC. Mit dem Klub musste er am Ende der Saison in die dritte Liga absteigen. Nach dem Abstieg wechselte er nach Chainat, wo er sich dem Viertligisten Chainat United FC anschloss. Nach vierzehn Viertligaspielen wurde Ende 2019 sein Vertrag nicht verlängert.
Am 1. Januar 2020 beendete er seine Karriere als Fußballspieler.

### Nationalmannschaft
Tanongsak Promdard spielte einmal in der thailändischen Nationalmannschaft. Am 30. November 2004 kam er in einen Freundschaftsspiel gegen Estland im Rajamangala Stadium in Bangkok zum Einsatz.

## Erfolge
Chainat FC
- Regional League Division 2 – North: 2010: Vizemeister  ▲

- Thailändischer Zweitligavizemeiste: 2011: Vizemeister:  ▲

Saraburi FC
- Thailändischer Zweitligavizemeister: 2014: Vizemeister:  ▲

Air Force Central
- Thailändischer Zweitligavizemeister: 2017: Vizemeister  ▲

## Auszeichnungen
Thai Premier League Division 1
- Torschützenkönig: 2008